# Mount Holdsworth
Mount Holdsworth är ett berg i Antarktis. Det ligger i Östantarktis. Nya Zeeland gör anspråk på området. Toppen på Mount Holdsworth är 2 400 meter över havet, eller 599 meter över den omgivande terrängen. Bredden vid basen är 7,6 km.
Terrängen runt Mount Holdsworth är huvudsakligen kuperad. Trakten är obefolkad. Det finns inga samhällen i närheten.